# Medaille voor Prestaties van de Turkse Strijdkrachten
De Medaille voor Prestaties van de Turkse Strijdkrachten wordt toegekend aan militairen, burgers en de vaandels van Turkse regimenten die tijdens het vervullen van belangrijke opdrachten meer deden dan van hen verwacht mocht worden. De verzilverde bronzen onderscheiding wordt verleend aan Turken maar niet aan vreemdelingen.
De medaille bestaat uit een medaillon met daarop een driehoek en om het medaillon gelegde lauwerkransen, dat met een gesp in de vorm van een kleine lauwerkrans aan een donkerrood lint is bevestigd.